# Norops forbesi
Norops forbesi este o specie de șopârle din genul Norops, familia Polychrotidae, descrisă de Worthington George Smith și Van Gelder 1955. Conform Catalogue of Life specia Norops forbesi nu are subspecii cunoscute.